# По живому. Навколовоєнні щоденники
«По живому. Навколовоєнні щоденники» — збірка творів про події в Україні авторів, які опинилися в епіцентрі або безпосередній близькості до подій — поетів, письменників, журналістів Донбасу, Приазов'я і Криму. Представлені в збірці вірші, есе, листи та щоденникові нотатки, фото і графіка — по суті художньо оформлені репортажі з місця подій, свідоцтва літераторів і художників прифронтової і окупованої зон. Збірка «Навколовоєнні щоденники» особливо цінна тим, що в ній представлені матеріали близько 20 авторів. Це робить збірку більш об'єктивною, динамічною і зрозумілою читачеві.
Збірку перекладено литовською мовою, перекладом займались члени Спілки письменників Литви. Розпочато роботу з перекладу англійською, над текстами перекладачі і поети — Ріллі Костіґан та Лія Чернякова.

## Автори
- Олексій Чупа — поет і прозаїк. Народився 1986 року в Макіївці. Засновник «донецького слему». Через війну на Донбасі виїхав звідти у 2014 році. Автор поетичних збірок «Українсько-російський словник» (2011), «69» (2011), «Кома» (2015), а також прозових книг «10 слів про Вітчизну» (2014), «Бомжі Донбасу» (2014), «Казки мого бомбосховища» (2014), «Акваріум» (2015). Стипендіат програми міністра культури Республіки Польща «Gaude Polonia» (2015). Фіналіст Премії Конрада-2015. Тексти перекладені кількома мовами. Книги Олексія Чупи «Бомжі Донбасу» та «10 слів про Вітчизну» ввійшли до довгого списку премії «Книга року BBC» 2014 року. У 2015 році до довгого списку «Книги року ВВС» потрапила антиутопія «Акваріум».
- Оксана Стоміна — поет, журналіст з Маріуполя. Фіналіст поетичних конкурсів «Лужарская долночь», «Пушкінська осінь в Одесі», «Алые паруса», «Пушкін в Британії» і «Емігрантська ліра», лауреат літературної премії ім Юрія Каплана, літературної премії «Слов'янські традиції», лауреат міжнародних фестивалів «Слов'янські традиції», «Дорога до Храму», фестивалів «Нова епоха», «В стінах срібного століття» і конкурсів «Парнас», лауреат 3 літературного конкурсу «Нові казки» (Союз Письменників РФ), переможець конкурсу «Письменники — дітям» (Союз Письменників РФ), переможець конкурсу «Не повторюється таке ніколи» Міжнародної Гільдії Письменників. «Золотий фонд» премії «Народний поет» сайту «Стихи.ру». Член журі Міжнародного Фонду ВСМ.
- Костянтин Батозський — публіцист, політолог. Народився в Донецьку. Закінчив філософський факультет МГУ. Політолог. 10 років жив і працював у Москві. З 2008 року — в Києві. У 2014 р — радник голови Донецької обласної державної адміністрації. Зараз — директор Агентства розвитку Приазов'я.
- Ія Ківа — поет, перекладач з Донецька. У зв'язку з відомими подіями вимушено залишила Донбас і переїхала до Києва. Вірші та рецензії публікувалися в журналах «Студія», «Слово \ Word», «Нева», «Веселка», «Ковчег», «Плавучий міст», «Нова Юність», «Новий світ» і ін. Лауреат Міжнародного фестивалю «Слов'янські традиції 2013», літературної премії ім. Юрія Каплана (2013), переможець Всеукраїнського поетичного конкурсу «Малахітовий носоріг» (2014 року, Вінниця). Лонг-лист літературних премій «Белла» (2014 року) і «Дебют» в номінації «поезія» (2015). Учасник наради молодих письменників при СП Москви (2013), поетичних читань V «Книжкового арсеналу» (м. Київ, Україна), Х Фестивалю поезії «Київські лаври», 10-го Літературного міжнародного львівського фестивалю видавців.
- Євген Росін (псевдонім) — поет, журналіст, художник із Маріуполя. Лауреат поэтичного конкурсу «Час Візбора», фіналіст міжнародного конкурсу «Емігрантська ліра».
- Олена Ольшанська — поетеса, прозаїк з Луганська. Авторка поетичної збірки «А тебе — океан». Лауреат Всеукраїнського конкурсу молодої української поезії та української авторської пісні «Хортицькі дзвони» імені Марини Брацило (2015), фіналіст Всеукраїнського конкурсу «Літературна надія Дніпра» (2015). Засновниця проекту «Літературна Штольня» (Запоріжжя). Студія «трк-8» з Дзержинська, кореспондент, радіокомпанія Єнакіївської міської ради — кореспондент. Редакція міської масової газети «Енакиевский рабочий» — Коректор, кореспондент. Редактор новин, журналіст у DonPress.com.
- Ірина Коротич — відомий блогер, учасник проекту сайт.юа. Народилася і жила в Севастополі. Зараз живе і працює в Києві.
- В'ячеслав Купрієнко — поет, музикант, родом з м. Алчевськ, зараз живе в Києві. Офіцер, розвідник, кавалер 2 бойових орденів, волонтер. Автор книги дитячих казок, декількох альбомів авторської пісні. Лауреат 2-го и 3-го Московського міжнародного фестивалю"Виват, победа!" Лауреат 5-го Всеросійського фестивалю «Боевое браство». Лауреат Всеукраїнського фестивалю авторскої пісні «Бабье лето», Харків. Лауреат 4-го Харківського міжнародного фестивалю «Солдаты ХХІ столетия против войны». Лауреат 4-го Берлінського міжнародного фестивалю «Русский акцент» Лауреат 5-го Ніжегородського міжнародного фестивалю «Победа». Лауреат 1-го всеукраїнського фестивалю «Чернобыльские мотивы» Лауреат VI Московського міжнародного фестивалю «Солдаты России»
- Тетяна Ковалевич — поетеса. Народилася в Димитрові Донецької області, останні 12 років, аж до 2014 року, жила в Донецьку. Вимушена переселенка. Удостоювалася нагород на міжнародних літературних фестивалях «Авалгард», «Інтереальность», «Підкова Пегаса».
- Микола Шевченко — поет, художник, краєзнавець, археолог із Маріуполя. Учасник, переможець і співорганізатор кількох фестивалів графіті, боді-арту. Представник України в міжнародному проекті «Коло світу».
- Яна Яковенко — поет, прозаїк, блогер, волонтер. Живе в Запоріжжі. Публікувалася в дитячих періодичних виданнях «Джміль», «Пізнайко», «Мамине сонечко», «Дошкільна Педагогіка», а так само в журналі «Хортиця» і збірниках «обрус», «Пердмісття». Автор поетичної збірки «Босоніж».
- Надія Севастопольська (псевдонім) — блогер, прозаїк. Вимушена переселенка.
- Ігор Рубцов — поет, прозаїк із Макіївки. Вимушений переселенець.
- Галина Дегтярьова — прозаїк, педагог. Маріуполь
- Олег Українцев — поет, доктор філософії в галузі права, член колегії юристів морського права, працював оперуповноваженим карного розшуку, начальником відділу безпеки містоутворюючого підприємства, учасник бойових дій. Дипломант літературного фестивалю «В стінах срібного століття»
- Ганна Торкаєнко — художник, педагог. Народилася і жила в Донецьку. У 2014 році в зв'язку з відомими подіями вимушено переїхала до Маріуполя. Учасниця багатьох міжнародних та всеукраїнських виставок і фестивалів, в тому числі всеукраїнської виставки «Різдвяна» (Київ, 2015), Міжнародної виставки «Меморіал пам'яті А. І. Куїнджі». 2016 року в рамках Всеукраїнського патріотичного мистецького проекту «У нас єдина доля- имя їй Україна» роботи експонувалися в Греції і в Дипломатичній академії при МВС України за підтримки Порталу незалежних художників Співавтор проекту «Маріуполь на межі».
- Олена Українцева — художник, педагог. Маріуполь. Учасниця 18 міжнародних і всеукраїнських виставок, в тому числі міжнародної виставки «Меморіал пам'яті А. І. Куїнджі». Автор персональної виставки, 2015 р 2016 року в рамках Всеукраїнського патріотичного художнього проекту П. П. Грицюка «У нас єдина доля- имя їй Україна» роботи експонувалися в Греції і в Дипломатичній академії України при підтримці Порталу незалежних художників. Співавтор проекту «Маріуполь на межі», який експонувався в 10 музеях міст України.
- Євген Сосновський — фотограф, фоторепортер. Маріуполь. Призер XVII Міжнародного фотоконкурсу газеты «День». Участник фотовыставки «Донбасс: война и мир»